# Fernando Gabriel Godoy
Fernando Gabriel Godoy (Buenos Aires, 1 de mayo de 1990) es un futbolista argentino naturalizado paraguayo. Juega de mediocampista y su equipo actual es Carlos A. Mannucci de la Liga 2 de Perú.

## Trayectoria
Godoy surgió de las divisiones inferiores de Independiente, donde debutó en Primera División en el año 2009, de la mano de Américo Rubén Gallego en un partido ante Argentinos Juniors, jugado el 26 de abril, válido por el Torneo Clausura 2009. En 2010 empezó a ganarse un lugar como titular en el equipo, siendo parte del título de la Copa Sudamericana 2010 que obtuvo el cuadro de Avellaneda, y ya en los dos años posteriores se asentó definitivamente en el equipo. 
El 19 de mayo de 2013, en un partido frente a San Martín (SJ), clave por la permanencia de Independiente, metió su primer gol. Aunque finalmente El Rojo bajó de categoría, con Fernando como titular en el partido del descenso ante San Lorenzo en el Libertadores de América.
Desde mediados de 2013 hasta principios de 2016 jugó en Grecia, primero en el Panetolikos y luego en Atromitos de Atenas. Después regresó a su país para defender las camisetas de Godoy Cruz, Talleres (C) y Aldosivi.
En 2020 firmó con Curicó Unido, de la Primera División de Chile.Con el club curicano disputó 33 partidos del torneo, siendo el jugador del equipo que más estuvo presente en la cancha aquella temporada.
Posteriormente, fichó por Sol de América de  Paraguay, para luego regresar a Argentina a usar el uniforme de Huracán y firmar contrato por 18 meses con el Globo.En el conjunto quemero participó en 18 partidos.
El 8 de enero de 2024 se confirmó su arribo a Sarmiento de Junín.Por la novena fecha de la Copa de la Liga 2024, le anotó un golazo a Racing Club en el Cilindro de Avellaneda, en el que además de ser su segundo gol como profesional y anotarle al clásico rival de Independiente, fue el tanto que le dio el triunfo a su equipo, el primero en la historia de Sarmiento en el estadio de la Academia, tras 43 años de la última victoria del conjunto verde ante Racing, cuando lo venció como local por el Torneo Metropolitano 1981.

## Apodos
A Fernando Godoy le dicen "El Perro", porque muerde los pies de los rivales cuando estos tienen el balón, tarea propia de un mediocampista central (5) como él.
Además, Américo Gallego le puso el apodo de "El Tolito" cuando asumió como DT de Independiente en 2009, ya que encontraba ciertos parecidos con él cuando era jugador, y fue por esto que lo promovió a Primera.

## Clubes
| Club               | País      | Año       |
| ------------------ | --------- | --------- |
| Independiente      | Argentina | 2009-2013 |
| Panetolikos        | Grecia    | 2013-2015 |
| Atromitos          | Grecia    | 2015-2016 |
| Godoy Cruz         | Argentina | 2016      |
| Talleres (C)       | Argentina | 2016-2018 |
| Aldosivi           | Argentina | 2018-2019 |
| Curicó Unido       | Chile     | 2020-2021 |
| Sol de América     | Paraguay  | 2021-2022 |
| Huracán            | Argentina | 2022-2023 |
| Sarmiento (J)      | Argentina | 2024      |
| Carlos A. Mannucci | Perú      | 2025 -    |

## Palmarés

### Torneos internacionales
| Título            | Club          | País      | Año  |
| ----------------- | ------------- | --------- | ---- |
| Copa Sudamericana | Independiente | Argentina | 2010 |